# Sidi Slimane (Tissemsilt)
Pour les articles homonymes, voir Sidi Slimane.
Sidi Slimane est une commune de la wilaya de Tissemsilt en Algérie.